# دیوردی نبالد
دیوردی نِبالد (مجاری: Nébald György؛ زادهٔ ۹ مارس ۱۹۵۶) شمشیرباز اهل مجارستان بود.